# Rita Ináncsi
Rita Ináncsi, född den 6 januari 1971 i Budapest, är en ungersk före detta friidrottare som tävlade i mångkamp.
Ináncsis främsta merit är bronset i sjukamp från VM i Göteborg 1995. Hon vann silver vid EM 1994 i Helsingfors. Vidare har hon en silvermedalj i femkamp från inomhus-EM 1994.

## Personliga rekord
- Femkamp - 4 775 poäng
- Sjukamp - 6 573 poäng